# Recovery Toolbox
Die Recovery Toolbox ist eine Sammlung von Dienstprogrammen und Onlinediensten zum Wiederstellen beschädigter Dateien, Dateiformate und zum Reparieren von Kennwörtern für verschiedene Programme.

## Kostenlose Dienstprogramme
Recovery Toolbox for CD Free
Kostenloses Tool zum Reparieren von Daten von CDs, die physisch beschädigt (zerkratzt, Flüssigkeiten usw. ausgesetzt) oder von Systemfehlern betroffen sind.
Recovery Toolbox File Undelete Free
Kostenloses Tool zum Reparieren gelöschter Dateien im Windows-Betriebssystem. Es unterstützt das NTFS-Dateisystem, jedoch nicht die Wiederherstellung von Daten, die auf Hochleistungsfestplatten (SSD) gespeichert sind.

## Shareware-Dienstprogramme
Recovery Toolbox for Flash
Repariert gelöschte Dateien von verschiedenen Speichermedien mit FAT-Dateisystemen, einschließlich SD-, CF-, MMC- und anderen Speicherkarten, Smart Media-Karten, IBM MicroDrives, Flash- und USB-Laufwerken, Digitalkameras und Disketten.
Recovery Toolbox for RAR
Repariert Daten aus beschädigten RAR-Archiven. Unterstützt alle vorhandenen RAR-Formate und Komprimierungsverhältnisse, kennwortgeschützte Archive und Archive, die auf beschädigten Medien gespeichert sind.
Recovery Toolbox for Excel
Repariert beschädigte Microsoft-Excel-Dateien. Unterstützt die meisten tabellarischen Daten, Stile, Schriftarten, Blätter, Formeln, Funktionen, Zellenfarben, Rahmen usw.
Recovery Toolbox for Outlook
Behebt Fehler bei der Arbeit mit Microsoft Outlook und repariert Daten wie E-Mails, Kontakte, Erinnerungen, Besprechungen, Aufgaben, Notizen, Kalendereinträge, Protokolle und andere Daten aus beschädigten PST- und OST-Dateien.

## Internetdienste
Recovery Toolbox arbeitet nicht nur als spezialisiertes installiertes Tool, sondern unterstützt auch die Datenreparatur über Webdienste wie:
- Adobe-Dateiformate: PDF-Dokumente und Präsentationen (Adobe Acrobat / PDF Reader)[22][23], AI-Bilddateien (Adobe Illustrator)[24] und PSD-Projektdateien (Adobe Photoshop)

- Microsoft-Office-Dateiformate: Excel-Tabellen, Word-Dokumente (einschließlich RTF)[25], PowerPoint-Präsentationen, Projektdateien (Project); und E-Mail-Formate: PST und OST (Outlook) und DBX (Outlook Express)[26]

- Andere Bilddateiformate: DWG (AutoCAD)[27] und CDR (CorelDraw)[28]

- Datenbankformate: ACCDB und MDB (Access)[29], DBF (FoxPro/Clipper/dBase usw.)

## Über die Entwickler
Recovery Toolbox, Inc. ist ein IT-Unternehmen, das seit 2003 Software zur Reparatur beschädigter Dateien entwickelt. Bisher wurden Lösungen zur Reparatur beschädigter Dateien von mehr als 30 verschiedenen Typen entwickelt, einschließlich Erweiterungen, die mit Microsoft-Office-Software (z. B. Outlook erstellt wurden und Excel) und Daten, die auf verschiedenen Laufwerken (Festplatten, tragbaren Geräten, CD / DVD usw.) gespeichert sind.